# Condalia velutina
Condalia velutina là một loài thực vật có hoa trong họ Táo. Loài này được I.M.Johnst. mô tả khoa học đầu tiên năm 1939.